# Modicoides
Modicoides is een geslacht van rechtvleugeligen uit de familie krekels (Gryllidae). De wetenschappelijke naam van dit geslacht is voor het eerst geldig gepubliceerd in 1984 door Otte & Cade.

## Soorten
Het geslacht Modicoides  is monotypisch en omvat slechts de volgende soort:
- Modicoides royi (Chopard, 1954)